# C21orf2
C21orf2 (англ. Chromosome 21 open reading frame 2) – білок, який кодується однойменним геном, розташованим у людей на довгому плечі 21-ї хромосоми. Довжина поліпептидного ланцюга білка становить 256 амінокислот, а молекулярна маса — 28 340.
| 10         |  | 20         |  | 30         |  | 40         |  | 50         |
| ---------- |  | ---------- |  | ---------- |  | ---------- |  | ---------- |
| MKLTRKMVLT |  | RAKASELHSV |  | RKLNCWGSRL |  | TDISICQEMP |  | SLEVITLSVN |
| SISTLEPVSR |  | CQRLSELYLR |  | RNRIPSLAEL |  | FYLKGLPRLR |  | VLWLAENPCC |
| GTSPHRYRMT |  | VLRTLPRLQK |  | LDNQAVTEEE |  | LSRALSEGEE |  | ITAAPEREGT |
| GHGGPKLCCT |  | LSSLSSAAET |  | GRDPLDSEEE |  | ATSGAQDERG |  | LKPPSRGQFP |
| SLSARDASSS |  | HRGRNVLTAI |  | LLLLRELDAE |  | GLEAVQQTVG |  | SRLQALRGEE |
| VQEHAE     |  |            |  |            |  |            |  |            |

A: Аланін

C: Цистеїн

D: Аспарагінова кислота

E: Глутамінова кислота

F: Фенілаланін

G: Гліцин

H: Гістидин

I: Ізолейцин

K: Лізин

L: Лейцин

M: Метіонін

N: Аспарагін

P: Пролін

Q: Глутамін

R: Аргінін

S: Серин

T: Треонін

V: Валін

W: Триптофан

Кодований геном білок за функцією належить до фосфопротеїнів. 
Задіяний у таких біологічних процесах, як біогенез та деградація війок, альтернативний сплайсинг. 
Локалізований у цитоплазмі, цитоскелеті, мітохондрії, клітинних відростках.